# Juris Bērziņš
Juris Berzinš, född den 8 mars 1954 i Riga i Lettland, är en sovjetisk roddare.
Han tog OS-silver i fyra med styrman i samband med de olympiska roddtävlingarna 1980 i Moskva.